# Flines-lès-Mortagne
Flines-lès-Mortagne is een gemeente in het Franse (Frans: département du Nord) Noorderdepartement (regio Hauts-de-France). De gemeente maakt deel uit van het arrondissement Valenciennes. Flines-lès-Mortagne telde op 1 januari 2022 1.667 inwoners.
Het dorpscentrum ligt in het zuiden van de gemeente, nabij Mortagne-du-Nord op de rechteroever van de Schelde. Meer naar het noorden liggen onder meer de gehuchten Roeux, Legies en Rouillon. Het het grondgebied grenst in westen, noorden en oosten aan België.

## Geografie
De oppervlakte van Flines-lès-Mortagne bedroeg op 1 januari 2022 14,45 vierkante kilometer; de bevolkingsdichtheid was toen 115,4 inwoners per km².

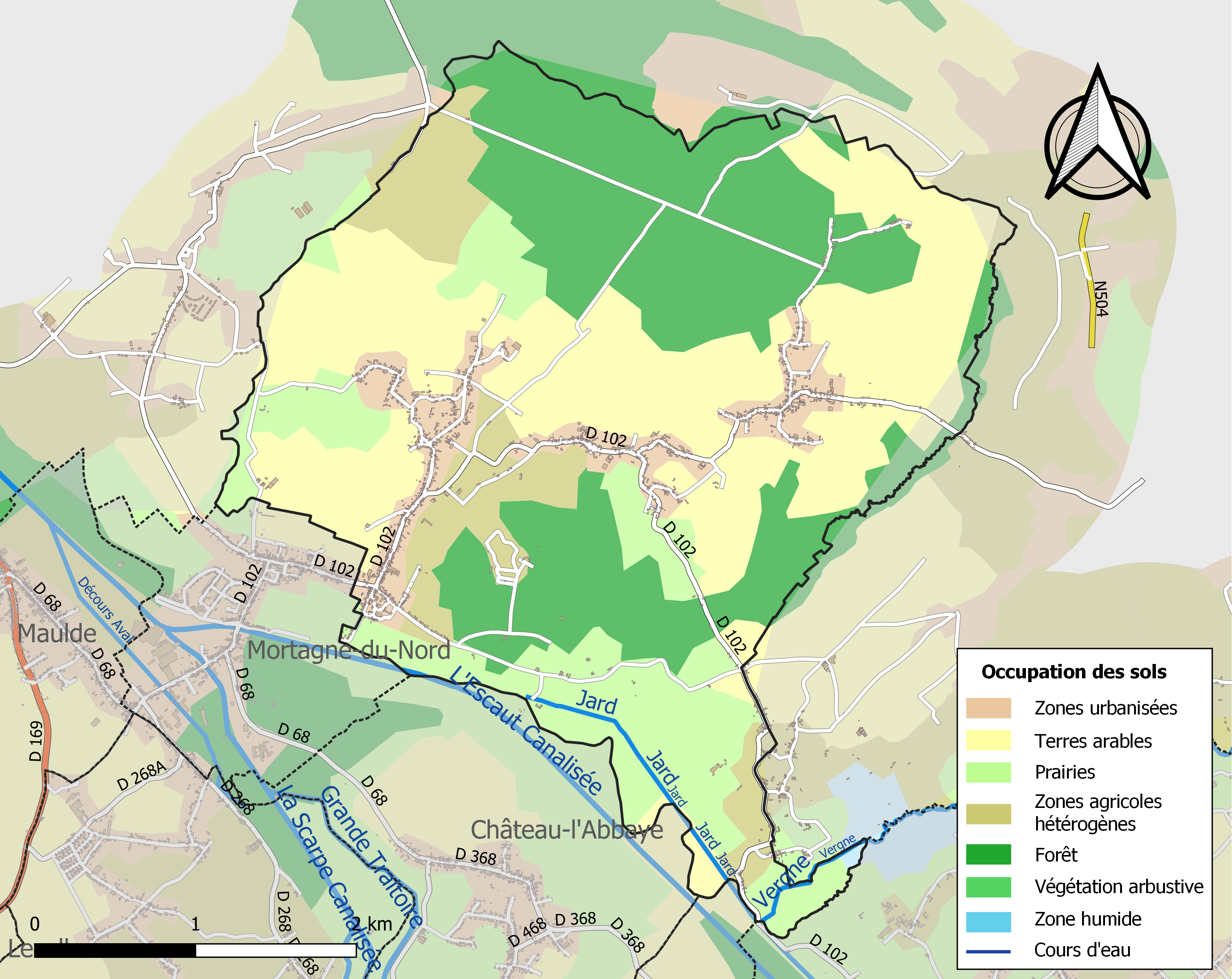
Kaart van de gemeente met belangrijkste infrastructuur, bodemgebruik en omliggende gemeenten

## Bezienswaardigheden
- De Sint-Martinuskerk (Église Saint-Martin) is een classicistisch kerkgebouw van 1779. De toren is gotisch en maakte onderdeel uit van een oudere kerk.
- De Moulin de Legies is het restant van een ronde stenen molen en wel een romp die in gebruik is als woonhuis.

## Natuur en landschap
Het Forêt de Flines is een bos van 240 ha dat zich direct ten zuiden van de Frans-Belgische grens bevindt. Men vindt hier een grote populatie Koningsvaren. In het zuiden stroomt de Schelde. De hoogte aan de kerk bedraagt 22 meter.

## Demografie
Onderstaande figuur toont het verloop van het inwonertal (bron: INSEE-tellingen).

## Nabijgelegen kernen
Mortagne-du-Nord, Wiers, Hergnies